# Leksvik
Leksvik è un ex comune norvegese della contea di Nord-Trøndelag. Dal 1º gennaio 2018 è diventato parte del comune di Indre Fosen.